# ريوسوكي هيراتا
ريوسوكي هيراتا (باليابانية: 平田良介؛ بالكانا: ひらた りょうすけ) هو لاعب كرة قاعدة ياباني، ولد في 23 مارس 1988 في أوساكا في اليابان.

## وصلات خارجية
- ريوسوكي هيراتا على موقع الدوري الياباني لكرة القاعدة (الإنجليزية)
- ريوسوكي هيراتا على موقعبيزبول رفرنس.كوم (الدوري الثانوي) (الإنجليزية)